# NGC 7165
NGC 7165 је спирална галаксија у сазвежђу Водолија која се налази на NGC листи објеката дубоког неба.
Деклинација објекта је - 16° 30' 46" а ректасцензија 21h 59m 26,1s. Привидна величина (магнитуда) објекта NGC 7165 износи 13,7 а фотографска магнитуда 14,5. NGC 7165 је још познат и под ознакама MCG -3-56-2, IRAS 21567-1645, PGC 67788.